# Риск-Амритрадж, Алисон
Алисон Риск (англ. Alison Riske; род. 3 июля 1990, Питтсбург, Пенсильвания) — американская теннисистка; победительница трёх турниров WTA в одиночном разряде; обладательница Кубка Федерации (2017), финалистка Кубка Федерации (2018) в составе национальной сборной США.

## Общая информация
Алисон — одна из трёх детей Альберта и Кэрол Риск (отец — бывший следователь ФБР, мать — бывший школьный учитель); её брата зовут Даниэль (бухгалтер), а сестру — Сара.
Отец привёл в теннис обеих дочерей, а младшая впервые взяла ракетку в руки в три года; старшая также пробовала себя в протуре, но добилась весьма локальных успехов. Алисон проповедует агрессивный стиль игры, часто выходя к сетке.

## Спортивная карьера

### Начало карьеры

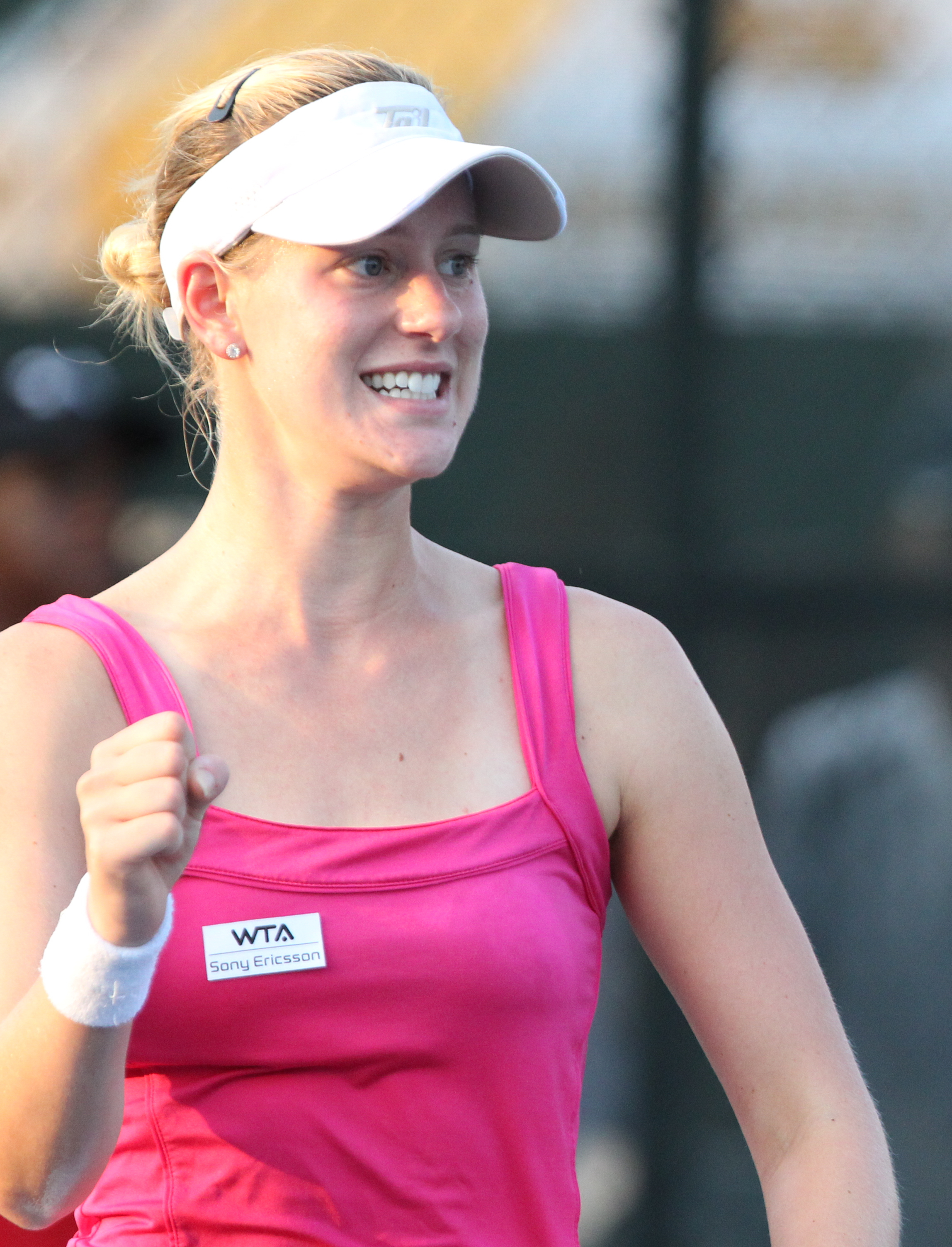
Риск на турнире в Вашингтоне 2011 года

Первую победу на турнирах из цикла ITF Риск добилась в июне 2009 года в парном разряде на 10-тысячнике в США. В октябре того же года она победила на 50-тысячнике ITF в Трое в одиночном разряде. В апреле 2010 года Алисон дебютирует в основных соревнованиях WTA-тура, сыграв на премьер-турнире в Чарлстоне. В первом матче на таком уровне Риск уступила немке Анжелике Кербер. В июне американка смогла через квалификацию попасть на травяной турнир в Бирмингеме и выступить там успешно. Риск смогла добраться до полуфинала, где проиграла известной теннисистке Марии Шараповой. Благодаря этому, Алисон смогла получить уайлд-кард на Уимблдонский турнир, ставший первым в её карьере взрослым турниром серии Большого шлема в основной сетке. В первом же раунде она проиграла Янине Викмайер из Бельгии, которую ранее смогла обыграть в четвертьфинале Бирмингема. В октябре 2010 года Риск успешно выступила на турнирах ITF. Она смогла одержать сразу три победы, выиграв 75-тысячник в Барнстапле и два 50-тысячника: в Жуэ-ле-Туре и Сен-Рафаэле.
В июне 2011 года Риск вышла в четвертьфинал турнира в Бирмингеме. В ноябре того же года она выиграла 50-тысячник ITF в Нанте. 2012 год особо заметных результатов для Риск не принёс. В июне 2013 года она смогла выйти в полуфинал турнира в Бирмингеме во второй раз в карьере. На Уимблдонском турнире она выиграла первый матч на Больших шлемах и в целом смогла продвинуться до стадии третьего раунда. В июле 23-летняя американская теннисистка впервые поднялась в топ-100 мирового рейтинга. На следующем Большом шлеме — Открытом чемпионате США она выступила ещё лучше. Риск смогла выйти в четвёртый раунд и обыграть в третьем раунде представительницу топ-10 Петру Квитову (6-3, 6-0).
На Открытом чемпионате Австралии 2014 года Риск смогла доиграть до стадии третьего раунда. В феврале она сыграла первый матч в составе сборной США в четвертьфинале Кубка Федерации. На Уимблдоне Алисон вышла в третий раунд где её останавливает Мария Шарапова. В октябре Риск выиграла свой дебютный титул WTA. В финале турнира в Тяньцзине она смогла обыграть швейцарскую теннисистку Белинду Бенчич — 6-3, 6-4.

### 2015—2018
В январе 2015 года Риск вышла в полуфинал турнира в Хобарте. Следующий раз в полуфинал она вышла в июне на травяном турнире в Ноттингеме. В августе в Станфорде Алисон переиграла десятую ракетку в мире на тот момент Карлу Суарес Наварро и вышел в четвертьфинал. В январе 2016 года Риск смогла выйти в финал на турнире в Шэньчжэне. В матче за титул она проиграла Агнешке Радваньской со счётом 3-6, 2-6. В июне Риск выиграла 50-тысячник ITF в Истборне. Через неделю она вышла в финал уже турнира WTA-тура в Ноттингеме. Здесь её обыграла чешская теннисистка Каролина Плишкова — 6-7(8), 5-7. В июле Алисон вышла в четвертьфинал турнира в Станфорде. В сентябре она дошла до 1/4 финала в Токио и Гуанчжоу. В октябре Риск сыграла в финале турнира в Тяньцзине, но не смогла победить Пэн Шуай — 6-7(3), 2-6. В полуфинале тех соревнований она сумела выиграть № 8 в мире Светлану Кузнецову — 6-4, 5-7, 6-4.
В январе 2017 года Риск сыграла ещё в одном финале на турнире в Шэньчжэне, где она уступила Катерине Синяковой — 3-6, 4-6. На пути к решающему матчу она смогла переиграть в четвертьфинале третью ракетку мира Агнешку Радваньскую (6-2, 3-6, 6-0). На Открытом чемпионате Австралии Алисон вышла в третий раунд. В мае она достигает 36-го места одиночного рейтинга и выходит в четвертьфинал на грунтовом турнире в Нюрнберге. На Уимблдонском турнире Риск дошла до третьего раунда. Затем до конца года выступала неудачно, на девяти турнирах она выиграла только два матча и завершила сезон на 70-м месте.
На старте 2018 года Алисон Риск дошла до четвертьфинала в Хобарте. Открытый чемпионат Австралии для неё сложился неудачно и завершился в первом круге. В марте на престижном турнире в Майами, куда Риск попала через квалификацию, в матче второго раунда она смогла обыграть седьмую ракетку мира Каролин Гарсию (6-3, 6-1), но в следующем раунде она сама проиграла китаянке Ван Яфань. В мае удалось выйти в финал грунтового турнира в Нюрнберге, где Риск проиграла Юханне Ларссон из Швеции. После вылета в первом раунде Открытого чемпионата Франции она сыграла на 100-тысячнике ITF в Сербитоне и смогла выиграть его. Затем она вышла в 1/4 финала на турнирах в Хертогенбосе и на Мальорке, а Уимблдон завершила во втором раунде. В следующей части сезона она смогла только один раз выйти в четвертьфинал — в сентябре на турнире в Токио. В конце сезона она сыграла в финале Кубка Федерации, где сборная США играла в гостях со сборной Чехии. Риск проиграла свой матч Катерине Синяковой и в целом США уступила со счётом 0:3.

### 2019—2022 (попадание в топ-20)

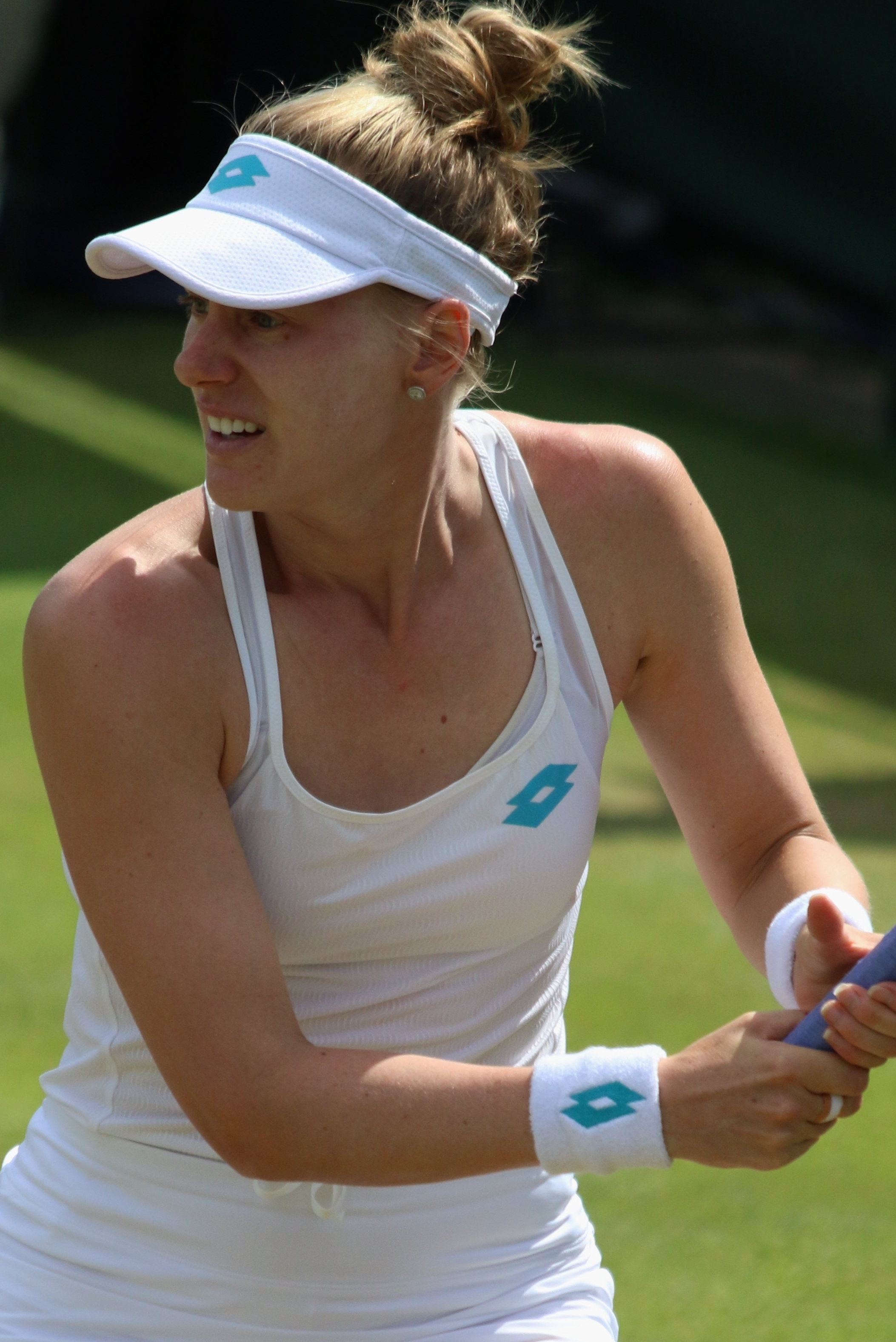
Риск на Уимблдоне 2019 года

Сезон 2019 года стал самым успешным в карьере Риск. На первой игровой неделе она пробилась в финал турнира в Шэньчжэне, в котором проиграла Арине Соболенко в трёх сетах. Это был седьмой финал на турнирах WTA в карьере. На Открытом чемпионате Австралии произошёл редкий успех в парном разряде. Риск в паре с Дженнифер Брэди смогла доиграть до полуфинала. В июне она второй год подряд выиграла 100-тысячник ITF в Сербитоне. После этого она смогла выиграть турнир уже основного тура — в Хертогенбосе. В финале она переиграла № 4 в мире Кики Бертенс со счётом 0:6, 7:6, 7:5. Хорошу игру удалось показать и на Уимблдоне. В четвёртом раунде она сыграла против первой ракетки мира Эшли Барти и смогла впервые в карьере обыграть лидера рейтинга (3:6, 6:2, 6:3). В дебютном четвертьфинале Большого шлема в одиночном разряде она сыграла с известной соотечественницей Сереной Уильямс и проиграла — 4:6, 6:4, 3:6. Осенью на турнире Премьер 5 в Ухане Риск впервые в карьере вышла в финал в данной серии. На пути к нему она смогла победить в том числе № 3 в мире Элину Свитолину (6:1, 6:3) и № 7 Петру Квитову (7:5, 7:5). В титульном матче американка проиграла Арине Соболенко (3:6, 6:3, 1:6). 7 октября Риск впервые поднялась в рейтинге в топ-20, а завершила сезон на самом высоком в карьере — 18-м месте.
На первом в 2020 году турнире в Брисбене Риск доиграла до четвертьфинала. На Открытом чемпионате Австралии дошла до четвёртого круга, где проиграла Эшли Барти. Долгое время Риск не могла показать хороших результатов. Первого финала с 2019 года она достигла в сентябре 2021 года на турнире в Портороже, проиграв его Жасмин Паолини. В ноябре на зальном турнире в Линце ей удалось выиграть третий титул WTA в карьере, после победы в финале над Жаклин Кристиан.
В январе 2022 года Риск сыграла в финале турнира в Аделаиде, где уступила Мэдисон Киз. Следующий финал она сыграла в июне на траве в Ноттингеме, однако вновь проиграла — на этот раз Беатрис Хаддад Майе из Бразилии. На Открытом чемпионате США Риск во второй раз в карьере дошла до четвёртого раунда, в котором проиграла Каролин Гарсии из Франции.

## Итоговое место в рейтинге WTA по годам
| Год  | Одиночный рейтинг | Парный рейтинг |
| 2021 | 51                | 204            |
| 2020 | 26                | 70             |
| 2019 | 18                | 44             |
| 2018 | 63                | 317            |
| 2017 | 70                | 121            |
| 2016 | 41                | 207            |
| 2015 | 97                | 285            |
| 2014 | 45                | 80             |
| 2013 | 57                | 265            |
| 2012 | 179               | 241            |
| 2011 | 135               | 199            |
| 2010 | 118               | 850            |
| 2009 | 222               | 465            |
| 2008 | 895               | 734            |
| 2007 | 627               | 591            |

## Выступления на турнирах

### Финалы турнировWTAв одиночном разряде (13)

#### Победы (3)
| Легенда:                                   |
| ------------------------------------------ |
| Турниры Большого шлема (0*)                |
| Олимпиада (0)                              |
| Итоговый турнир WTA (0)                    |
| Premier Mandatory / WTA 1000 Mandatory (0) |
| Premier 5 / WTA 1000 (0)                   |
| Premier / WTA 500 (0)                      |
| International / WTA 250 (3)                |

| Титулы по покрытиям | Титулы по месту проведения матчей турнира |
| ------------------- | ----------------------------------------- |
| Хард (2*)           | Зал (1)                                   |
| Грунт (0)           | Зал (1)                                   |
| Трава (1)           | Открытый воздух (2)                       |
| Ковёр (0)           | Открытый воздух (2)                       |

* количество побед в одиночном разряде + количество побед в парном разряде.
| №  | Дата            | Турнир                  | Покрытие | Соперница в финале | Счёт           |
| 1. | 12 октября 2014 | Тяньцзинь, Китай        | Хард     | Белинда Бенчич     | 6-3 6-4        |
| 2. | 16 июня 2019    | Хертогенбос, Нидерланды | Трава    | Кики Бертенс       | 0-6 7-6(3) 7-5 |
| 3. | 12 ноября 2021  | Линц, Австрия           | Хард(i)  | Жаклин Кристиан    | 2-6 6-2 7-5    |

#### Поражения (10)
| №   | Дата             | Турнир                        | Покрытие | Соперница в финале  | Счёт           |
| 1.  | 9 января 2016    | Шэньчжэнь, Китай              | Хард     | Агнешка Радваньская | 3-6 2-6        |
| 2.  | 12 июня 2016     | Ноттингем, Великобритания     | Трава    | Каролина Плишкова   | 6-7(8) 5-7     |
| 3.  | 16 октября 2016  | Тяньцзинь, Китай              | Хард     | Пэн Шуай            | 6-7(3) 2-6     |
| 4.  | 7 января 2017    | Шэньчжэнь, Китай (2)          | Хард     | Катерина Синякова   | 3-6 4-6        |
| 5.  | 26 мая 2018      | Нюрнберг, Германия            | Грунт    | Юханна Ларссон      | 6-7(4) 4-6     |
| 6.  | 5 января 2019    | Шэньчжэнь, Китай (3)          | Хард     | Арина Соболенко     | 6-4 6-7(2) 3-6 |
| 7.  | 28 сентября 2019 | Ухань, Китай                  | Хард     | Арина Соболенко     | 3-6 6-3 1-6    |
| 8.  | 19 сентября 2021 | Порторож, Словения            | Хард     | Жасмин Паолини      | 6-7(4) 2-6     |
| 9.  | 15 января 2022   | Аделаида (II), Австралия      | Хард     | Мэдисон Киз         | 1-6 2-6        |
| 10. | 12 июня 2022     | Ноттингем, Великобритания (2) | Трава    | Беатрис Хаддад Майя | 4-6 6-1 3-6    |

### Финалы турнировITFв одиночном разряде (13)

#### Победы (9)
| Легенда:         |
| ---------------- |
| WTA 125 (0*)     |
| 100.000 USD (2)  |
| 75.000 USD (1)   |
| 50.000 USD (6)   |
| 25.000 USD (0)   |
| 10.000 USD (0+1) |

| Титулы по покрытиям | Титулы по месту проведения матчей турнира |
| ------------------- | ----------------------------------------- |
| Хард (6+1*)         | Зал (5)                                   |
| Грунт (0)           | Зал (5)                                   |
| Трава (3)           | Открытый воздух (4+1)                     |
| Ковёр (0)           | Открытый воздух (4+1)                     |

* количество побед в одиночном разряде + количество побед в парном разряде.
| №  | Дата            | Турнир                    | Покрытие | Соперница в финале   | Счёт           |
| 1. | 11 октября 2009 | Трой, США                 | Хард     | Кристина Макхейл     | 6-4 2-6 7-5    |
| 2. | 10 октября 2010 | Барнстепл, Великобритания | Хард(i)  | Юханна Ларссон       | 6-2 6-0        |
| 3. | 17 октября 2010 | Жуэ-ле-Тур, Франция       | Хард(i)  | Весна Манасиева      | 5-7 6-4 6-1    |
| 4. | 24 октября 2010 | Сен-Рафаэль, Франция      | Хард(i)  | Урсула Радваньская   | 6-4 6-2        |
| 5. | 16 октября 2011 | Жуэ-ле-Тур, Франция       | Хард(i)  | Акгуль Аманмурадова  | 2-6 6-2 7-5    |
| 6. | 6 ноября 2011   | Нант, Франция             | Хард(i)  | Ирина Бремон         | 6-1 6-4        |
| 7. | 3 июня 2016     | Истборн, Великобритания   | Трава    | Тара Мур             | 4-6 7-6(5) 6-3 |
| 8. | 10 июня 2018    | Сербитон, Великобритания  | Трава    | Конни Перрен         | 6-2 6-4        |
| 9. | 9 июня 2019     | Сербитон, Великобритания  | Трава    | Магдалена Рыбарикова | 6-7(5) 6-2 6-2 |

#### Поражения (4)
| №  | Дата             | Турнир                 | Покрытие | Соперница в финале | Счёт              |
| 1. | 7 июня 2009      | Хилтон-Хед-Айленд, США | Хард     | Александра Мюллер  | 1-6 6-3 3-6       |
| 2. | 26 сентября 2010 | Сагеней, Канада        | Хард(i)  | Ребекка Марино     | 4-6 7-6(4) 6-7(5) |
| 3. | 8 мая 2011       | Индиан-Харбор-Бич, США | Грунт    | Мелинда Цинк       | 6-4 1-6 4-6       |
| 4. | 21 июля 2013     | Портленд, США          | Хард     | Куруми Нара        | 6-3 3-6 3-6       |

### Финалы турнировITFв парном разряде (4)

#### Победы (1)
| №  | Дата        | Турнир                 | Покрытие | Партнёрша   | Соперницы в финале              | Счёт           |
| 1. | 6 июня 2009 | Хилтон-Хед-Айленд, США | Хард     | Жаклин Како | Натали Плускота Кейтлин Хуриски | 6-3 3-6 [10-6] |

#### Поражения (3)
| №  | Дата            | Турнир          | Покрытие | Партнёрша       | Соперницы в финале               | Счёт     |
| 1. | 26 июля 2009    | Лексингтон, США | Хард     | Жаклин Како     | Чжан Кайчжэнь Татьяна Лужанская  | 3-6 2-6  |
| 2. | 13 февраля 2011 | Мидленд, США    | Хард(i)  | Ирина Фалькони  | Джейми Хэмптон Анна Татишвили    | Без игры |
| 3. | 24 апреля 2011  | Дотан, США      | Грунт    | Хейди Эль Табах | Валерия Соловьёва Ленка Винерова | 3-6 4-6  |

### Финалы командных турниров (2)

#### Победы (1)
| №  | Год  | Турнир          | Команда                | Соперник в финале                | Счёт |
| 1. | 2017 | Кубок Федерации | США Не играла в финале | Беларусь А.Саснович, А.Соболенко | 3-2  |

#### Поражения (1)
| №  | Год  | Турнир          | Команда                                   | Соперник в финале                          | Счёт |
| 1. | 2018 | Кубок Федерации | США С.Кенин, Д.Коллинз, Н.Мелихар, А.Риск | Чехия Б.Крейчикова, К.Синякова, Б.Стрыцова | 0-3  |

## История выступлений на турнирах
По состоянию на 14 ноября 2022 года
Для того, чтобы предотвратить неразбериху и удваивание счета, информация в этой таблице корректируется только по окончании участия там данного игрока.
| Турнир                       | 2007          | 2009          | 2010          | 2011          | 2012  | 2013          | 2014          | 2015          | 2016  | 2017          | 2018          | 2019          | 2020          | 2021          | 2022          | Итог   | В/П за карьеру |
| ---------------------------- | ------------- | ------------- | ------------- | ------------- | ----- | ------------- | ------------- | ------------- | ----- | ------------- | ------------- | ------------- | ------------- | ------------- | ------------- | ------ | -------------- |
| Турниры Большого шлема       |               |               |               |               |       |               |               |               |       |               |               |               |               |               |               |        |                |
| Открытый чемпионат Австралии | -             | -             | -             | 1Р            | 1Р    | К             | 3Р            | 1Р            | 1Р    | 3Р            | 1Р            | 1Р            | 4Р            | 1Р            | 2Р            | 0 / 11 | 8-11           |
| Открытый чемпионат Франции   | -             | -             | К             | -             | К     | К             | 2Р            | 1Р            | 1Р    | 1Р            | 1Р            | 1Р            | 1Р            | -             | 2Р            | 0 / 8  | 2-8            |
| Уимблдонский турнир          | -             | -             | 1Р            | 1Р            | К     | 3Р            | 3Р            | 1Р            | 1Р    | 3Р            | 2Р            | 1/4           | НП            | 1Р            | 3Р            | 0 / 11 | 13-11          |
| Открытый чемпионат США       | К             | К             | К             | 1Р            | К     | 4Р            | 1Р            | 1Р            | 1Р    | 1Р            | 1Р            | 2Р            | 2Р            | 1Р            | 4Р            | 0 / 11 | 8-11           |
| Итог                         | 0 / 0         | 0 / 0         | 0 / 1         | 0 / 3         | 0 / 1 | 0 / 2         | 0 / 4         | 0 / 4         | 0 / 4 | 0 / 4         | 0 / 4         | 0 / 4         | 0 / 3         | 0 / 3         | 0 / 4         | 0 / 41 |                |
| В/П в сезоне                 | 0-0           | 0-0           | 0-1           | 0-3           | 0-1   | 5-2           | 5-4           | 0-4           | 0-4   | 4-4           | 1-4           | 5-4           | 4-3           | 0-3           | 7-4           |        | 31-41          |
| Олимпийские игры             |               |               |               |               |       |               |               |               |       |               |               |               |               |               |               |        |                |
| Олимпийские игры             | Не проводился | Не проводился | Не проводился | Не проводился | -     | Не проводился | Не проводился | Не проводился | -     | Не проводился | Не проводился | Не проводился | Не проводился | 1Р            | НП            | 0 / 1  | 0-1            |
| Итоговые турниры             |               |               |               |               |       |               |               |               |       |               |               |               |               |               |               |        |                |
| Трофей элиты                 | НП            | -             | -             | -             | -     | -             | -             | -             | -     | -             | -             | Группа        | Не проводился | Не проводился | Не проводился | 0 / 1  | 0-2            |

К — проигрыш в квалификационном турнире.